# Fareham
Fareham este un oraș și un district ne-metropolitan din Regatul Unit, situat în comitatul Hampshire, regiunea South East, Anglia. Districtul are o populație de 108.400 locuitori, dintre care 57.657 locuiesc în orașul propriu zis, Fareham.